# Irena Koberdowa
Irena Koberdowa z domu Halwic primo voto Sado (ur. 17 września 1916 w Łodzi, zm. 20 sierpnia 2008 w Warszawie) – polska historyczka, badaczka dziejów powszechnych i polskich XIX wieku ze szczególnym uwzględnieniem ruchu robotniczego, pisarka, tłumaczka, profesor zwyczajny, dyrektor Biura Prac Naukowych i zastępca naczelnego dyrektora w Naczelnej Dyrekcji Archiwów Państwowych w latach 1966–1972.

## Życiorys
Urodziła się w luterańskiej rodzinie Ludwika (Ludwiga) Hallwitza i Lidii Huldy Klary z domu Sommer (1884–1970). Ojciec był dyrektorem młyna. Miała starszego brata Jerzego (1915–1981). Nazwisko rodowe zostało spolszczone na Halwic postanowieniem Sądu Okręgowego w Łodzi z 1939. W 1938 ukończyła filologię klasyczną na Uniwersytecie Poznańskim. Od 1938 pracowała jako nauczycielka w gimnazjum Adeli Skrzypkowskiej w Łodzi. 6 lipca 1939 zawarła związek małżeński z Józefem Sado.
Po wybuchu wojny pracowała społecznie w Sekcji Opieki nad Uchodźcami Komitetu Opieki Społecznej przy Komitecie Obywatelskim m. Łodzi. W grudniu 1939 została przesiedlona wraz z rodziną do Małopolski, przebywała tam do zakończenia wojny. W 1945 powróciła do Łodzi i do 1952 ponownie pracowała jako nauczycielka. Kontynuowała studia na Uniwersytecie Łódzkim i w Wyższej Szkole Pedagogicznej w Łodzi. W 1948 rozwiodła się z pierwszym mężem, a w 1949 zawarła związek małżeński z Wiesławem Koberdą (z którym rozwiodła się w 1955). W listopadzie 1950 wstąpiła do PZPR.
Od 1952 do 1957 pracowała naukowo w Instytucie Nauk Społecznych przy KC PZPR, następnie w latach 1957–1966 w Wyższej Szkole Nauk Społecznych. Doktorat obroniła w 1956 na podstawie rozprawy Polityka Czartoryszczyzny w okresie powstania 1863–1864 (promotor Emanuel Halicz), habilitowała się w 1962. W latach 1966–1972 była dyrektorem Biura Prac Naukowych i zastępcą naczelnego dyrektora w Naczelnej Dyrekcji Archiwów Państwowych. W 1970 zainicjowała nowatorski jak na ówczesne czasy projekt utrwalenia zasobów archiwów państwowych na nośnikach informatycznych, prace kierownicze powierzyła profesorowi Stanisławowi Nawrockiemu. Od 1971 na stanowisku profesora nadzwyczajnego.
Od 1973 do 1983 była kierownikiem Zakładu Historii Polskiego i Międzynarodowego Ruchu Robotniczego w Instytucie Ruchu Robotniczego w Wyższej Szkole Nauk Społecznych. Otrzymała tytuł profesora i od 1979 pracowała na stanowisku profesora zwyczajnego. W 1983 przeszła na emeryturę.
Poza pracą naukową Irena Koberdowa od 1969 była członkiem komisji redakcyjnej „Kwartalnika Historycznego”, członkiem Komisji Nauk Historycznych PAN (w latach 1974–1980), członkiem Rady Archiwalnej (od 1969 do 1981) i od 1972 Rady Naukowej Polskiego Słownika Biograficznego. W październiku 1981 powołana przez Plenum Komitetu Centralnego PZPR w skład Zespołu dla przygotowania naukowej syntezy dziejów polskiego ruchu robotniczego. Była autorką haseł w Polskim Słowniku Biograficznym i Słowniku biograficznym działaczy polskiego ruchu robotniczego.
Została pochowana na Cmentarzu Ewangelicko-Augsburskim w Warszawie.

## Twórczość
Autorka setek felietonów w czasopismach naukowych w kraju i zagranicą oraz książek o tematyce lewicowej, związanej z historią I Proletariatu i dziejów działaczy socjalistycznych i robotniczych biorących w nim udział. Jako historyk często zajmowała się redakcją naukową lub opiniowaniem książek o tematyce związanej z historią ruchu robotniczego w XIX i początkach XX wieku oraz uwarunkowań jego istnienia na ziemiach polskich. W swojej twórczości jednoznacznie utożsamia się z ideami głoszonymi przez komunistów. W minionym ustroju jej książki były często wznawiane, stanowiąc obowiązkowe wyposażenie bibliotek. Wiele z nich nie zostało napisanych w formie typowej dla podręczników, są to zbeletryzowane opowiadania historyczne, zawierające informacje o życiu i działalności pierwszych polskich socjalistów. Głównym nurtem badań Ireny Koberdowej była historia XIX wieku. Była autorką szeregu prac naukowych i popularnonaukowych z zakresu dziejów Polski i Europy, skoncentrowanych na problematyce politycznej. Napisała podręcznik do dziejów ziem polskich pod zaborami. Istotne znaczenie w jej twórczości naukowej mają też publikacje poświęcone I i II Międzynarodówce. Na uwagę zasługuje również kilka innych monografii jej autorstwa: szczególnie opracowanie dziejów socjalno-rewolucyjnej partii Proletariat, popularna biografia Garibaldiego oraz prac przez nią współredagowane „Szkice z dziejów papiestwa” czy „Oblicza lewicy: losy idei i ludzi”, która to praca, wydana przez Towarzystwo Naukowe im. Adama Próchnika w 1992 roku, jest jednocześnie ostatnim śladem jej działalności naukowej. Warto też pamiętać, że Irena Koberdowa przetłumaczyła z niemieckiego i opatrzyła wstępem „Manifest komunistyczny”  Karola Marksa i Fryderyka Engelsa. Irena Koberdowa jest przykładem historyka „polskiego ruchu robotniczego”, w której dorobku znajdziemy wiele prac z dziejów polskich ugrupowań i środowisk lewicowych czy postępowych, często jednak poza granice tego przedmiotu wykraczającego, niemniej pozostającego w gronie badaczy ściśle związanych z partyjnymi strukturami naukowymi. W odróżnieniu do większości uczonych z kręgu Zakładu Historii Partii i Wyższej Szkoły Nauk Społecznych, reprezentantów tego samego pokolenia (i starszych), jej pasje badawcze nie korespondowały w żaden sposób z jej biografią. Można też zauważyć jej stosunkowo niewielkie zaangażowanie na polu pracy partyjnej, gdzie nie wykazywała się ponadprzeciętną aktywnością.

## Odznaczenia i nagrody
W 1970 otrzymała Złoty Krzyż Zasługi, w 1974 odznaczono ją Krzyżem Kawalerskim Orderem Odrodzenia Polski „Polonia Restituta”, w 1976 Medalem Komisji Edukacji Narodowej, w 1978 nagrodą państwową za zasługi w zakresie archiwistyki.
Otrzymała dwukrotnie nagrodę dziennika "Trybuna Ludu" (zespołową) dla autorów i redaktorów książki Międzynarodowy ruch robotniczy w 1976 oraz za I tom książki "Historia polskiego ruchu robotniczego do 1880 roku" w 1986, nagrody resortowe I stopnia (1977) i II stopnia (1982), również w 1982 nagrodę tygodnika „Polityka”, oraz dwukrotnie  Nagrodę im. Ludwika Waryńskiego (w 1983 za monografię "Socjalistyczno-Rewolucyjna Partia Proletariat 1882-1886", a w 1988 za monografię "Pierwsza Międzynarodówka 1864-1876", Wydawnictwo Książka i Wiedza, 1987).

## Wybrane publikacje
- „Wielki Książę Konstanty w Warszawie 1862–1863”, Warszawa: PWN 1962.
- „Watykan a Powstanie Styczniowe”
- „Socjalistyczno-Rewolucyjna Partia Proletariat 1882-1886”, Warszawa: Książka i Wiedza 1981.
- „Między pierwszą a drugą Rzecząpospolitą”
- „Pierwsza Międzynarodówka 1864–1876, sukcesy i porażki”, Warszawa: Książka i Wiedza 1987.
- „Szkice z dziejów papiestwa” (praca wraz z Januszem Tazbirem), Warszawa: Książka i Wiedza 1989.
- „Historia ruchu robotniczego” (praca wraz z Janem Tomickim)
- „Pierwsza Międzynarodówka i lewica wielkiej emigracji”, Warszawa: Książka i Wiedza 1964.
- „Międzynarodowy ruch robotniczy, Międzynarodówka”
- „Leon Gambetta”
- „Garibaldi, bohater w czerwonej koszuli”, Warszawa: Książka i Wiedza 1963 „Garibaldi, a vörösinges hős”, Kossuth Könyvkiadó, 1968
- „Polska Wiosna Ludów”, Warszawa: Wiedza Powszechna 1967.
- „Raporty polityczne konsulów generalnych Francji w Warszawie 1860–1864”, Wrocław: Ossolineum 1965.